# Anna Schriefl
Anna Schriefl (* 1979) ist eine deutsche Philosophiehistorikerin auf dem Gebiet der antiken Philosophie.
Schriefl studierte Philosophie, Biologie und Soziologie an der Hochschule für Philosophie München und schloss dieses Studium 2004 mit dem Magister artium ab. Daneben studierte sie Gräzistik an der Ludwig-Maximilians-Universität München. 2010 wurde sie mit einer Dissertation zu Platons Kritik an Geld und Reichtum bei Christoph Horn an der Universität Bonn in Philosophie promoviert.
Im Anschluss war sie bis 2020 Wissenschaftliche Mitarbeiterin bei Christoph Horn am Institut für Philosophie der Universität Bonn, danach bis 2023 Wissenschaftliche Mitarbeiterin an der Humboldt-Universität zu Berlin. Seit 2023 ist sie Professorin für Geschichte der Philosophie am Institut für Philosophie der Heinrich-Heine-Universität Düsseldorf. Seit dem gleichen Jahr bekleidet sie das Amt der Vize-Präsidentin der deutschen Gesellschaft für Analytische Philosophie.
Schriefl arbeitet zur antiken Philosophie (Platon, Stoa) und zur praktischen Philosophie.

## Schriften (Auswahl)
- Platons Kritik an Geld und Reichtum. De Gruyter, Berlin 2013 (= Diss. Bonn 2010).
- Stoische Philosophie. Eine Einführung. Reclam, Ditzingen 2019.
  - Spanische Übersetzung von Luciano Elizaincín: La filosofía de los estoicos. Una introducción. Madrid 2022.
- mit Philipp Brüllmann, Benedikt Strobel, Simon Weber: Einführung in die antike Philosophie. J.-B.-Metzlersche Verlagsbuchhandlung und Carl-Ernst-Poeschel-Verlag, Stuttgart 2024, ISBN 978-3-476-02662-0.